# Plužac
Plužac (em cirílico: Плужац) é uma vila da Sérvia localizada no município de Osečina, pertencente ao distrito de Kolubara. A sua população era de 520 habitantes segundo o censo de 2011.

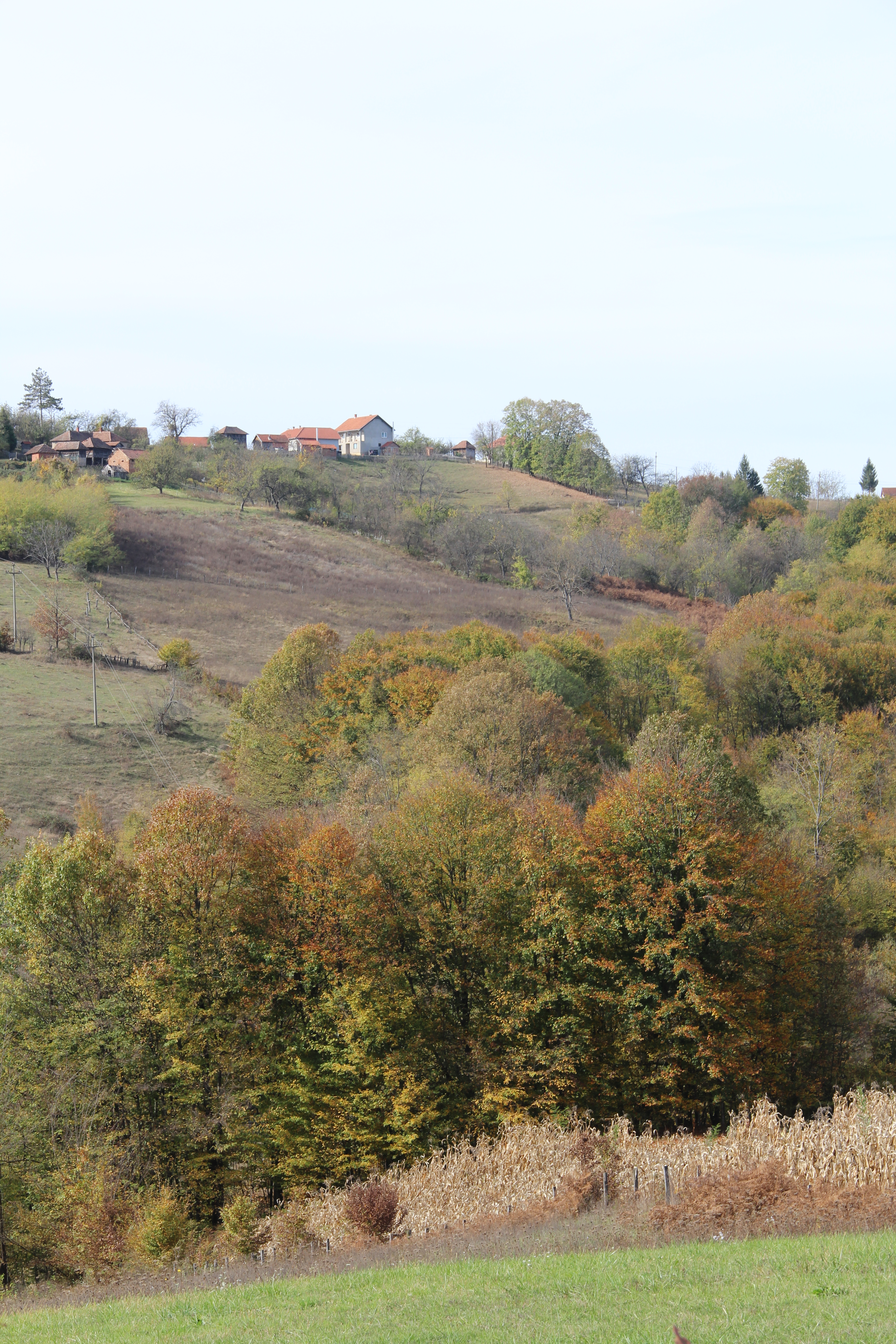
Plužac - panorama
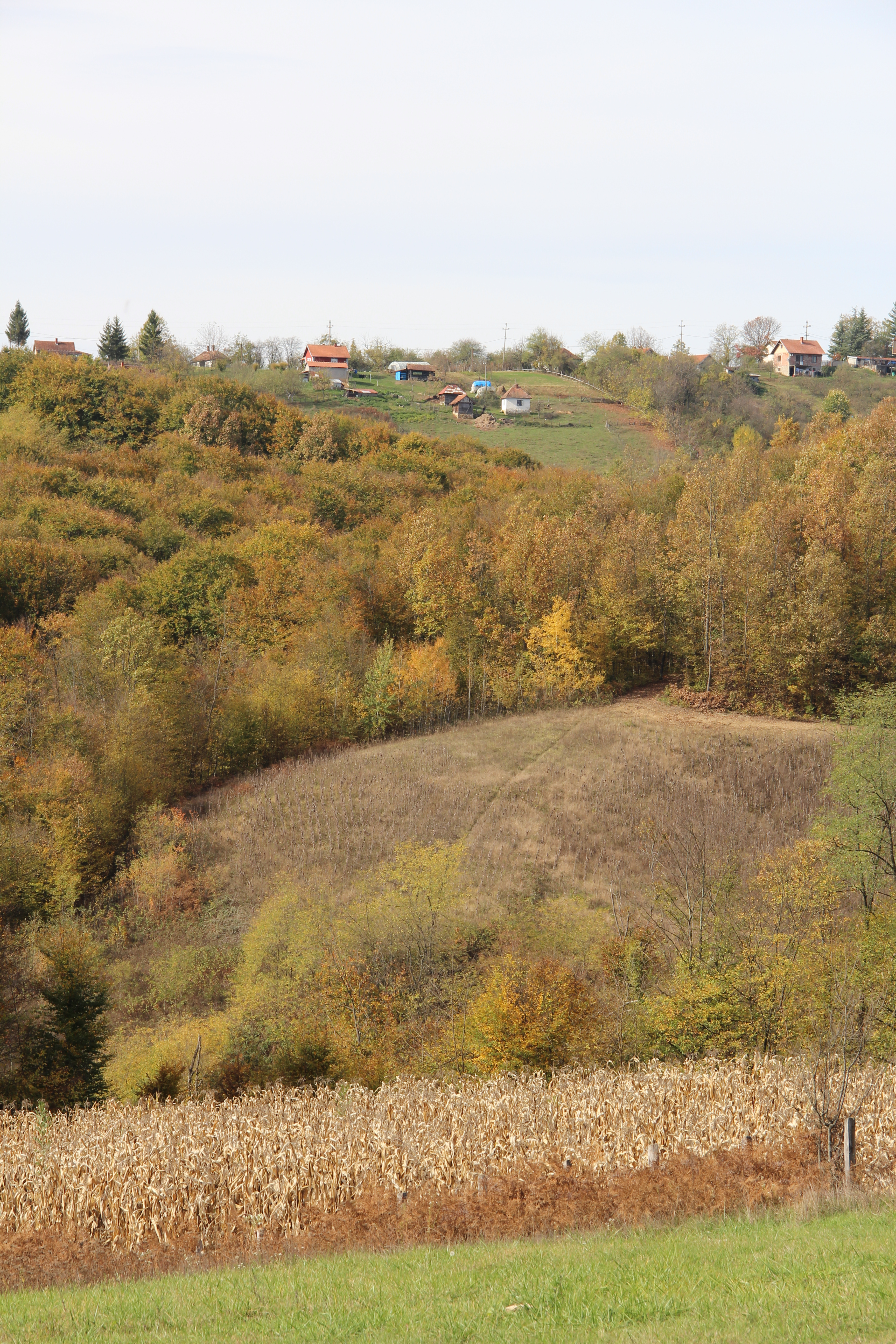
Plužac - panorama
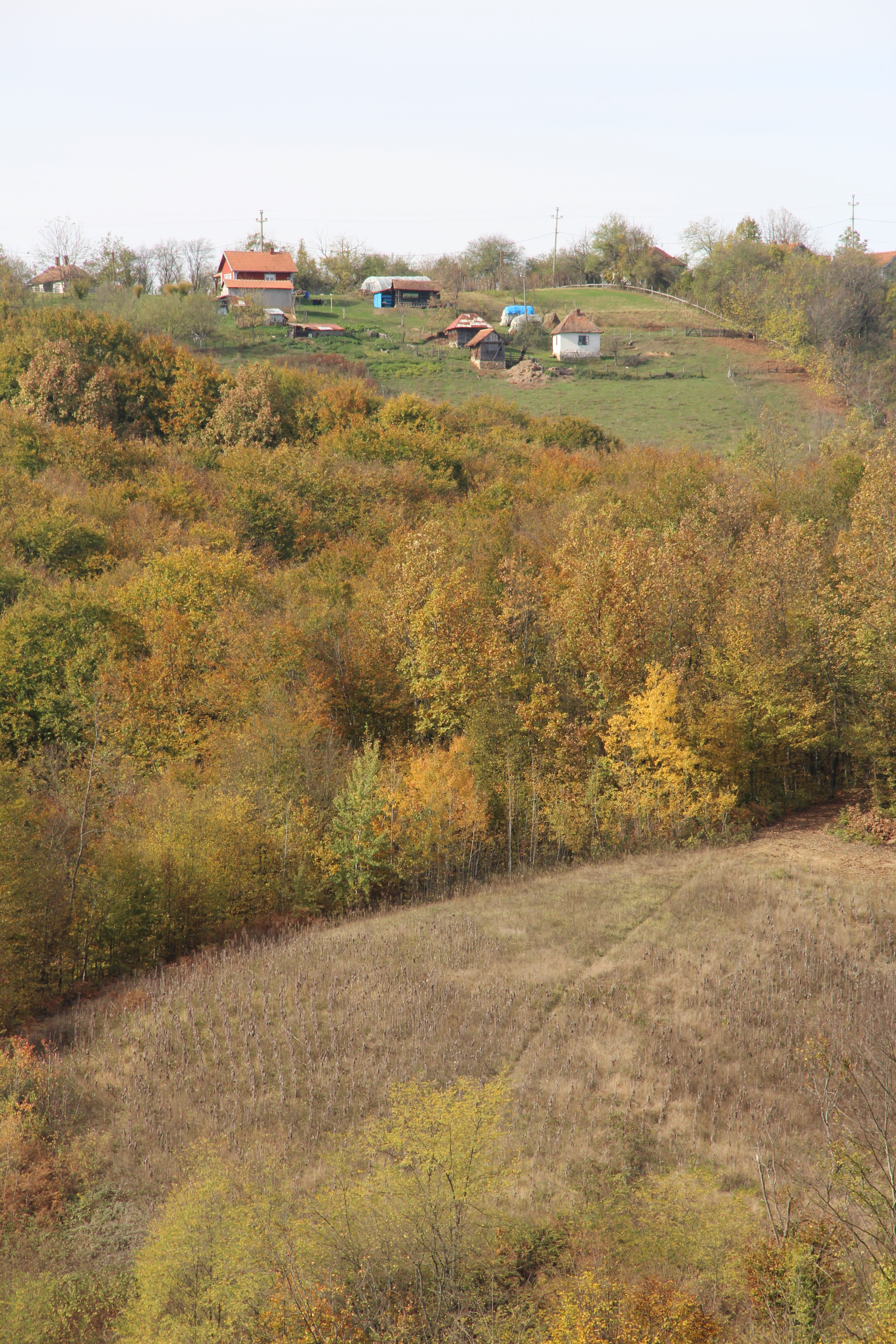
Plužac - panorama
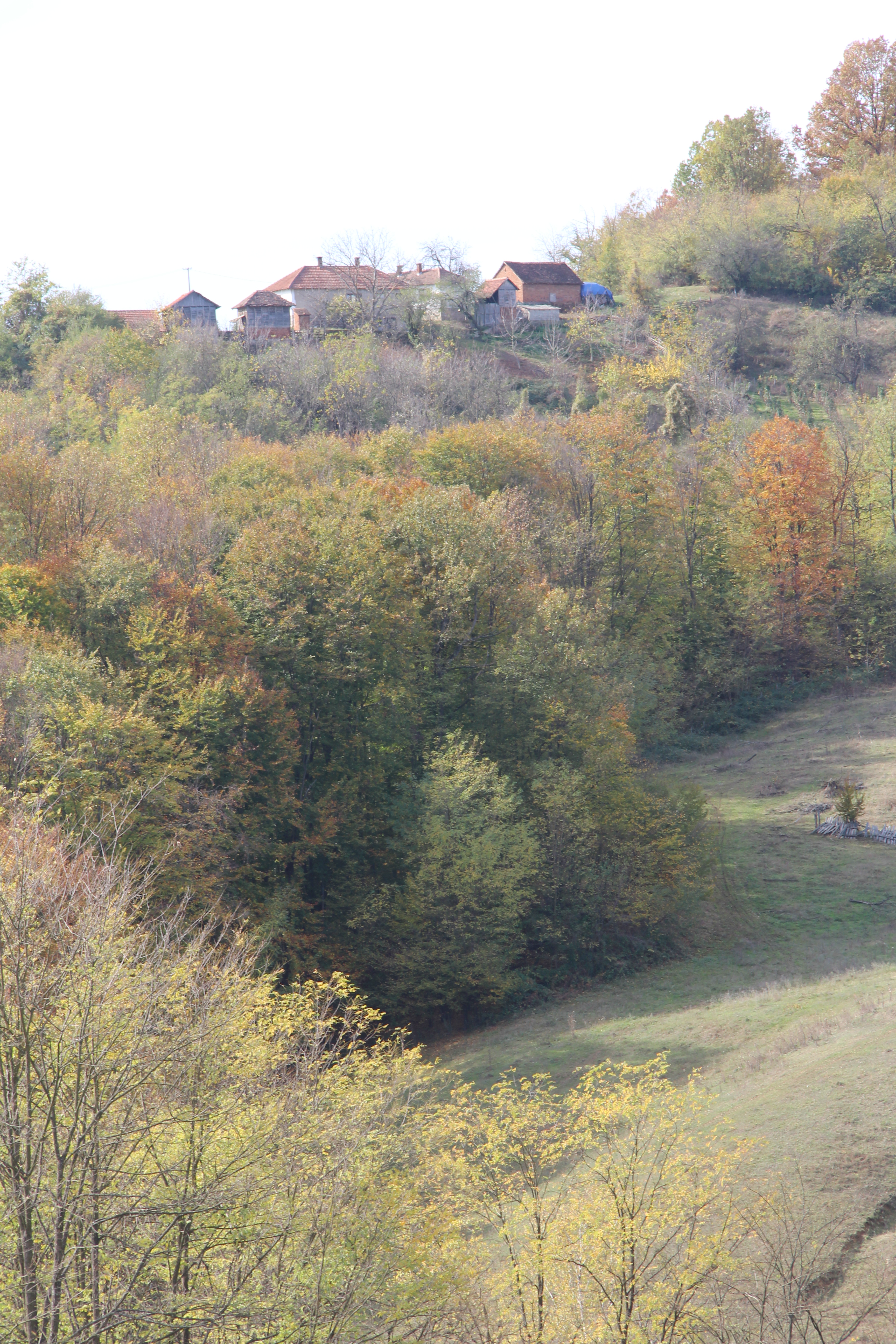
Plužac - panorama
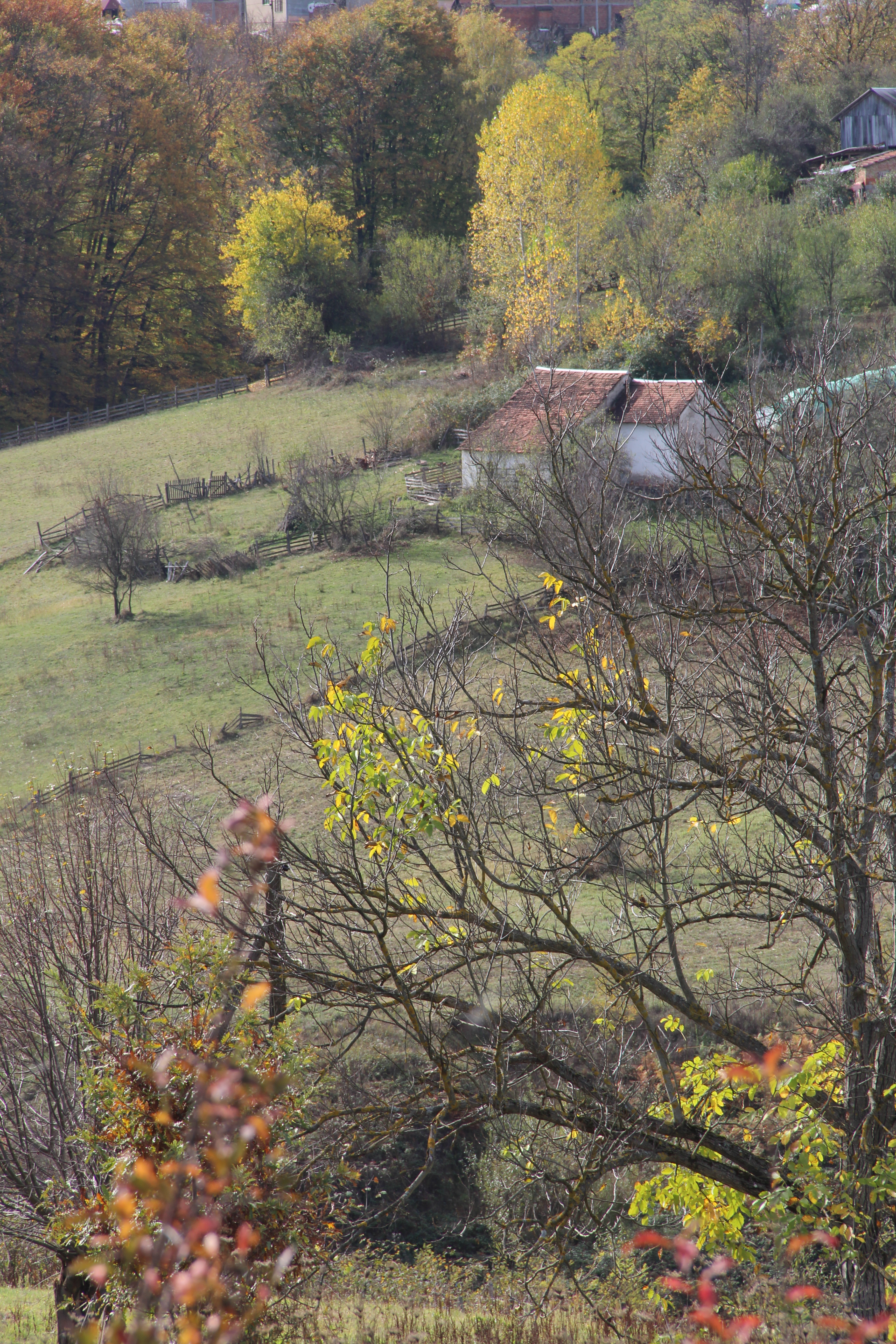
Plužac - panorama
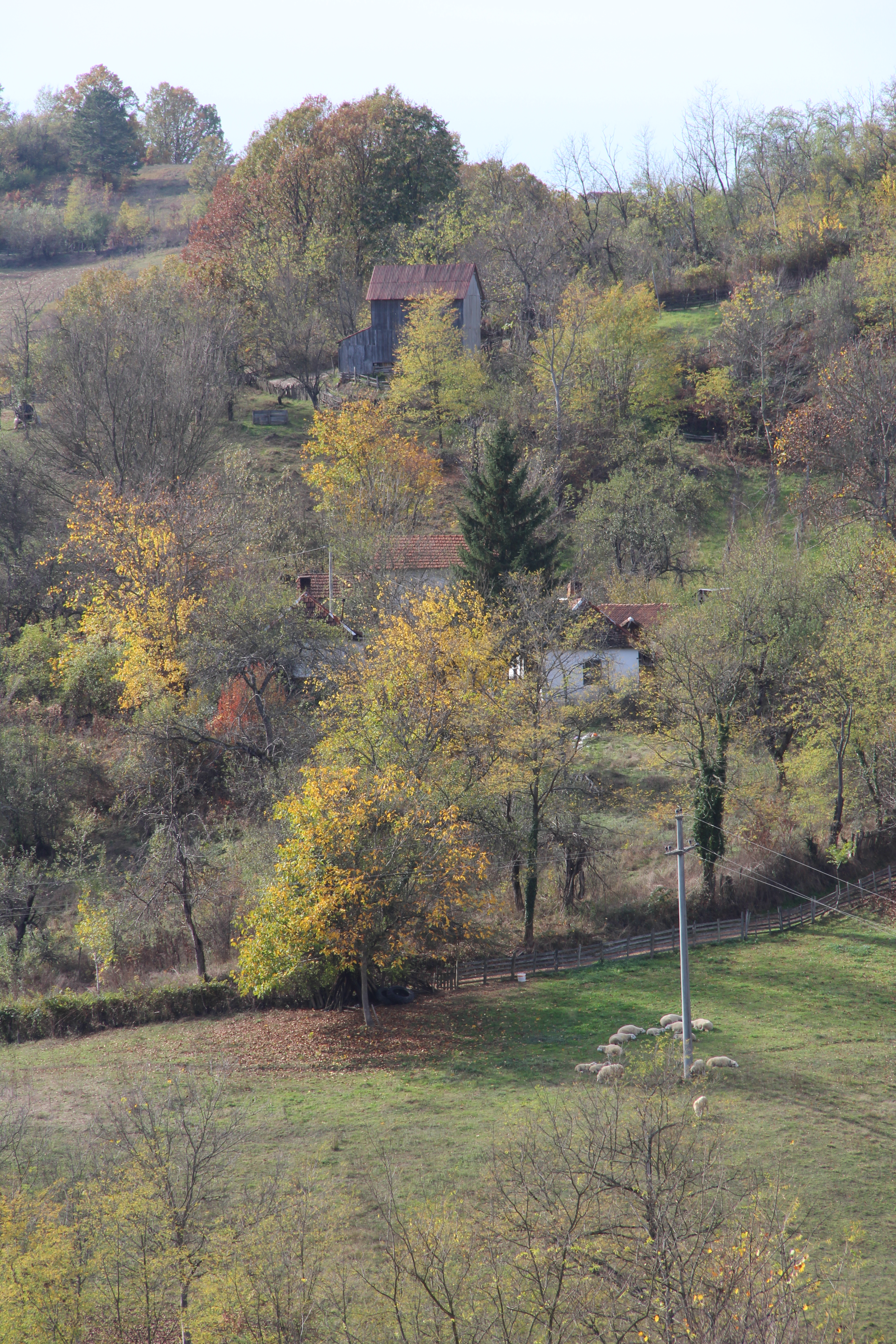
Plužac - panorama

## Demografia
| 1948 | 1953 | 1961 | 1971 | 1981 | 1991 | 2002 | 2011 |
| ---- | ---- | ---- | ---- | ---- | ---- | ---- | ---- |
| 964  | 940  | 906  | 823  | 736  | 541  | 460  | 520  |